# Тагиев, Расул Афиг оглы
Расул Афиг оглы Тагиев (азерб. Rəsul Afiq oğlu Tağıyev; род. 18 августа 1976) — азербайджанский военный деятель, генерал-лейтенант Государственной пограничной службы Азербайджанской Республики, командующий Силами быстрого реагирования ГПС Азербайджана, участник Второй карабахской войны, кавалер ордена «Победа» (2020), полный кавалер ордена «За службу Отечеству».

## Биография
26 июня 2018 года в Баку прошёл военный парад по случаю 100-летия Вооружённых сил Азербайджана. На параде торжественным маршем прошли также возглавляемые полковником Расулом Тагиевым военнослужащие Государственной пограничной службы.
В конце сентября 2020 года началась Вторая карабахская война с применением танков, летательных аппаратов и артиллерии. Полковник Расул Тагиев принимал участие в боевых действиях на территории Джебраильского и Зангеланского районов.
10 декабря 2020 года в Баку прошёл торжественный Парад Победы по случаю победы Азербайджана во Второй карабахской войне. Парадный расчёт Государственной пограничной службы под командованием генерал-майора Расула Тагиева принял участие в параде.
17 июля 2021 года распоряжением президента Азербайджанской Республики Ильхама Алиева генерал-майор Расул Тагиев был назначен командующим Силами быстрого реагирования Государственной пограничной службы Азербайджанской Республики. До этого Тагиев занимал должность начальника Главного управления боевой подготовки Государственной пограничной службы Азербайджанской Республики.
20 июля 2023 года назначен заместителем начальника Государственной пограничной службы Азербайджана по работе с личным составом.

## Воинские звания
- 2004 — капитан[7]
- 2005 — майор[8]
- 2010 — полковник-лейтенант[9]
- 2012 — полковник[10]
- 2018 — генерал-майор (16 августа)[11]
- 2022 — генерал-лейтенант (17 августа)[12]

## Награды
- Медаль «За военные заслуги» (30 июля 2004) — «за высокие достижения при исполнении служебных обязанностей и по случаю 85-й годовщины создания Пограничных войск»[7]
- Орден «За службу Отечеству» 3 степени (15 августа 2005) — «за высокие заслуги при исполнении служебных обязанностей и в связи с 86-летием образования пограничных войск»[8]
- Медаль «За отвагу» (14 августа 2010) — «за высокие достижения при исполнении служебных обязанностей и в связи с профессиональным праздником сотрудников Государственной пограничной службы»[9]
- Орден «Азербайджанское знамя» (14 августа 2012) — «за высокие достижения при исполнении служебных обязанностей»[10]
- Орден «За службу Отечеству» 2 степени (28 августа 2013) — «за высокие достижения при исполнении служебных обязанностей и по случаю профессионального праздника сотрудников Государственной пограничной службы»[13]
- Орден «За службу Отечеству» 1 степени (16 августа 2016) — «за высокие достижения при исполнении служебных обязанностей и по случаю профессионального праздника сотрудников Государственной пограничной службы»[14]
- Орден «Доблесть» 3 степени (16 августа 2019) — «по случаю 100-летия создания органов пограничной охраны Азербайджанской Республики и за отличие в обеспечении охраны государственной границы, сохранении территориальной целостности и выполнении задач, поставленных перед органами пограничной охраны»[15]
- Орден «Победа» (9 декабря 2020) — «за высокий профессионализм при управлении боевыми операциями во время освобождения территорий и восстановления территориальной целостности Азербайджанской Республики, а также за мужество и отвагу при несении военной службы»[16]
- Медаль «За освобождение Джебраила» (24 декабря 2020) — «за личную доблесть и отвагу, продемонстрированную при участии в боевых операциях за освобождение от оккупации Джебраильского района Азербайджанской Республики»[17]
- Медаль «За освобождение Зангилана» (25 декабря 2020) — «за личную доблесть и отвагу, продемонстрированную при участии в боевых операциях за освобождение от оккупации Зангиланского района Азербайджанской Республики»[18]